# Askome församling
Askome församling var en församling i Göteborgs stift och i Falkenbergs kommun i Hallands län. Församlingen uppgick 2006 i Vessige församling.
Församlingskyrka var Askome kyrka.

## Administrativ historik
Församlingen har medeltida ursprung.
Församlingen var till 1962 annexförsamling i pastoratet Vessige och Askome Från 1962 till 2006 annexförsamling i pastoratet Vessige, Askome, Alfshög, Okome, Svartrå och Köinge.  Församlingen uppgick 2006 i Vessige församling.
Församlingskod var 138214.